# Toxotes
Toxotes is een geslacht van straalvinnige vissen uit de familie van schuttersvissen (Toxotidae).

## Soorten
- Toxotes blythii Boulenger 1892
- Toxotes chatareus Hamilton 1822 – Schuttersvis
- Toxotes jaculatrix Pallas 1767
- Toxotes kimberleyensis Allen 2004
- Toxotes lorentzi Weber 1910
- Toxotes microlepis Günther 1860
- Toxotes oligolepis Bleeker 1876